# Antoine de Saint-Exupéry
Antoine Jean Baptiste Marie Roger de Saint-Exupéry, noto anche con lo pseudonimo di Tonio (Lione, 29 giugno 1900 – Riou, 31 luglio 1944), è stato uno scrittore e militare francese.

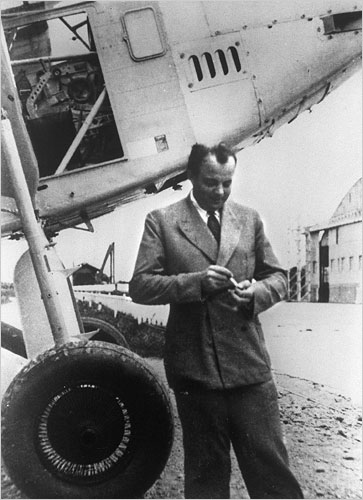
Foto del 1933

È conosciuto per essere l'autore del romanzo Il piccolo principe, che nel 2024 ha raggiunto il numero di 600 traduzioni in lingue e dialetti diversi ed è il testo più tradotto se si escludono quelli religiosi, e per i suoi racconti sul mondo dei primi voli aerei, tra i quali Volo di notte, Terra degli uomini e L'aviatore. Scrittore riconosciuto, vinse vari premi letterari durante la sua vita, in Francia come all'estero.
Durante la seconda guerra mondiale si arruolò nell'aeronautica militare francese e, dopo l'armistizio, nelle Forces aériennes françaises libres, passando dalla parte degli Alleati. La sua scomparsa nel corso di un volo di ricognizione, avvenuta sul finire della guerra, restò per molti anni misteriosa, finché nel 2004 venne localizzato e recuperato il relitto del suo aereo nel mare antistante la costa marsigliese. In seguito è stato possibile accertare che fu un caccia tedesco della Luftwaffe ad abbattere il velivolo.

## Biografia

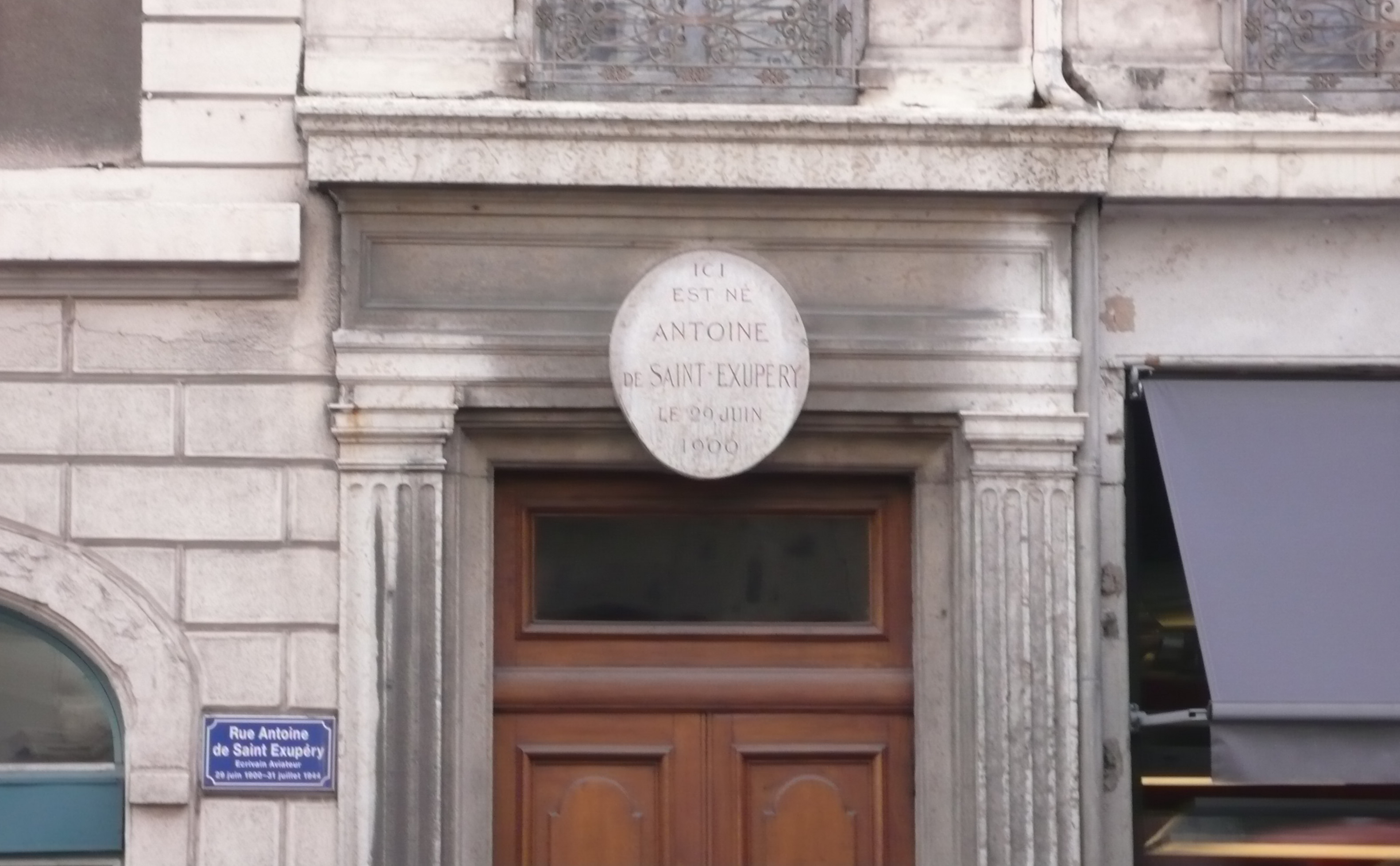
Casa natale di Antoine de Saint-Exupéry nella Presqu'île di Lione

Nato a Lione da una famiglia cattolica di nobili origini, terzo di cinque figli del visconte Jean de Saint-Exupéry e di Marie Boyer de Fonscolombe, rimane a quattro anni orfano di padre, ma trascorre comunque una infanzia felice, allevato dalla madre, ottima pittrice. La famiglia si trasferisce a Le Mans, dove cresce con i quattro fratelli nel castello di Saint-Maurice-de-Rémens.
Frequenta il collegio gesuita di Notre-Dame de Sainte-Croix, dove trascorre la sua infanzia. È il più fantasioso, ma anche il più prepotente e viziato degli alunni. Solo, malinconico, afferma: C'è una cosa che mi rattristerà sempre, ed è di essere diventato grande.
Nel 1912, all'aeroporto di Ambérieu, sale per la prima volta su un aereo, un Berthaud-Wroblewski.
Proprio la guerra accentua la solitudine del futuro scrittore: prima la separazione dalla madre (infermiera all'ospedale di Ambérieu), poi il soggiorno - con il fratello François - al Collegio di Montgré a Villefranche-sur-Saône e quindi a Friburgo (Svizzera) in un collegio di padri maristi. Nel 1917 il reumatismo articolare del fratello, che non sopravviverà, li riporta in Francia. Nello stesso anno si iscrive prima al liceo Bossuet, poi al liceo Saint-Louis di Parigi.
Dopo una breve e sfortunata esperienza alla Scuola navale (viene respinto all'esame di ingresso), nel 1921 si arruola nel II reggimento di aviazione di Strasburgo e ottiene il brevetto di pilota, dapprima civile, poi militare. Per un breve periodo si ferma a Parigi, dedicandosi a un lavoro sedentario, e si lega alla futura scrittrice Louise Lévèque de Vilmorin. Nel frattempo scrive, pubblicandolo nel 1926, il suo primo racconto, L'aviatore, sulla rivista Le Navire d'Argent.

### Aéropostale
Il 12 ottobre 1926 viene assunto come pilota dalla Compagnia Generale di Imprese Aeronautiche Latécoère (poi Aéropostale): cinquemila chilometri per trasportare la posta, da Tolosa a Dakar. Nel 1929 pubblica il suo primo libro, Corriere del sud (Courrier Sud), seguito due anni dopo da Vol de nuit (premio Femina 1931).
Dopo l'avventura africana, Saint-Exupéry nel 1930 approda a Buenos Aires come direttore della linea aeropostale Argentina-Francia. Il lavoro che fa è ottimo ed il servizio è molto elogiato.
Nella metropoli incontra l'amore della sua vita, Consuelo Suncín-Sandoval Zeceña de Gómez, scrittrice, pittrice e artista salvadoregna, che sposa nel 1931. Consuelo diverrà la musa ispiratrice di Saint-Exupéry, ma il matrimonio sarà abbastanza turbolento: i lunghi periodi di assenza e le relazioni extraconiugali di lui, il sodalizio artistico di lei con il gruppo dei surrealisti (André Breton, Marcel Duchamp, Balthus ai quali sarà ispirata la sua pittura) saranno narrati in un'autobiografia che verrà ritrovata dopo la sua morte (avvenuta nel 1979) e pubblicata vent'anni più tardi, divenendo in Francia un best seller.
Nel 1932 la compagnia Aéropostale è minata dalla politica e destinata a essere assorbita da Air France. Antoine mal sopporta la situazione e torna in Francia, cercando di dedicarsi alla scrittura e al giornalismo. Tra varie vicissitudini brevetta la sua prima invenzione, un dispositivo per l'atterraggio di aerei. A questo brevetto ne seguiranno numerosi altri, sempre riguardanti dettagli tecnici di velivoli.
Nel maggio 1933 nasce la compagnia di bandiera francese Air France. L'Aéropostale è ormai storia passata.

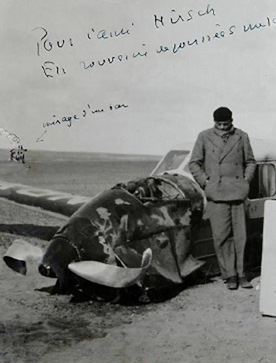
Incidente aereo nel Sahara del 30 dicembre 1935

Nel 1935 Saint-Exupéry tenta il raid aereo Parigi-Saigon. L'avventura si tramuta in una sciagura nel deserto, dove viene prima aiutato da un beduino e poi tratto in salvo dagli aerei della Regia Aeronautica italiana di stanza a Derna. Nel 1936 è inviato dell'Intransigeant in Catalogna durante la Guerra civile spagnola.
Il 15 febbraio 1938 ebbe un incidente aereo presso Città del Guatemala pilotando il volo New York-Punta Arenas
Nel 1939 pubblica Terra degli uomini. Il libro diventa un best seller e riceve un premio anche dall'Académie française. Prima dell'inizio della Seconda guerra mondiale scrive per Paris-Soir.

### La guerra
Il 3 settembre 1939 il capitano di complemento Saint-Exupéry si arruola nell'Armée de l'air chiedendo il comando di una squadriglia di caccia, ma la sua età e le sue condizioni fisiche glielo impediscono. Viene impiegato in una squadriglia di ricognizione aerea.
Il 22 maggio 1940 effettua una missione di ricognizione su Arras, che gli ispirerà Pilota di guerra (Pilote de guerre), e viene citato per la croce di guerra.
Un grave incidente lo costringe a riparare a New York, ponendosi come obiettivo quello di far entrare in guerra gli Stati Uniti; di qui passa nel Québec nel 1942. Considerato gollista dagli statunitensi e pétainista dai canadesi, fatica a farsi ascoltare, ma quando gli Alleati sbarcheranno in Africa del Nord, Antoine chiederà di essere arruolato nell'aviazione americana, per tornare in Francia volando.
In piena seconda guerra mondiale (1943) saranno proprio gli statunitensi a pubblicare, per primi e in inglese, Il piccolo principe, oggi uno dei libri più venduti. Romanzo in forma di favola sulla educazione sentimentale divenuto poi un best-seller, Il piccolo principe ha avuto una notorietà internazionale, è compreso nelle principali liste dei libri più venduti al mondo ed è il libro più tradotto al mondo se si escludono i testi religiosi.

### Il mistero della morte
(Antoine de Saint-Exupéry, Pilota di guerra, 1942)

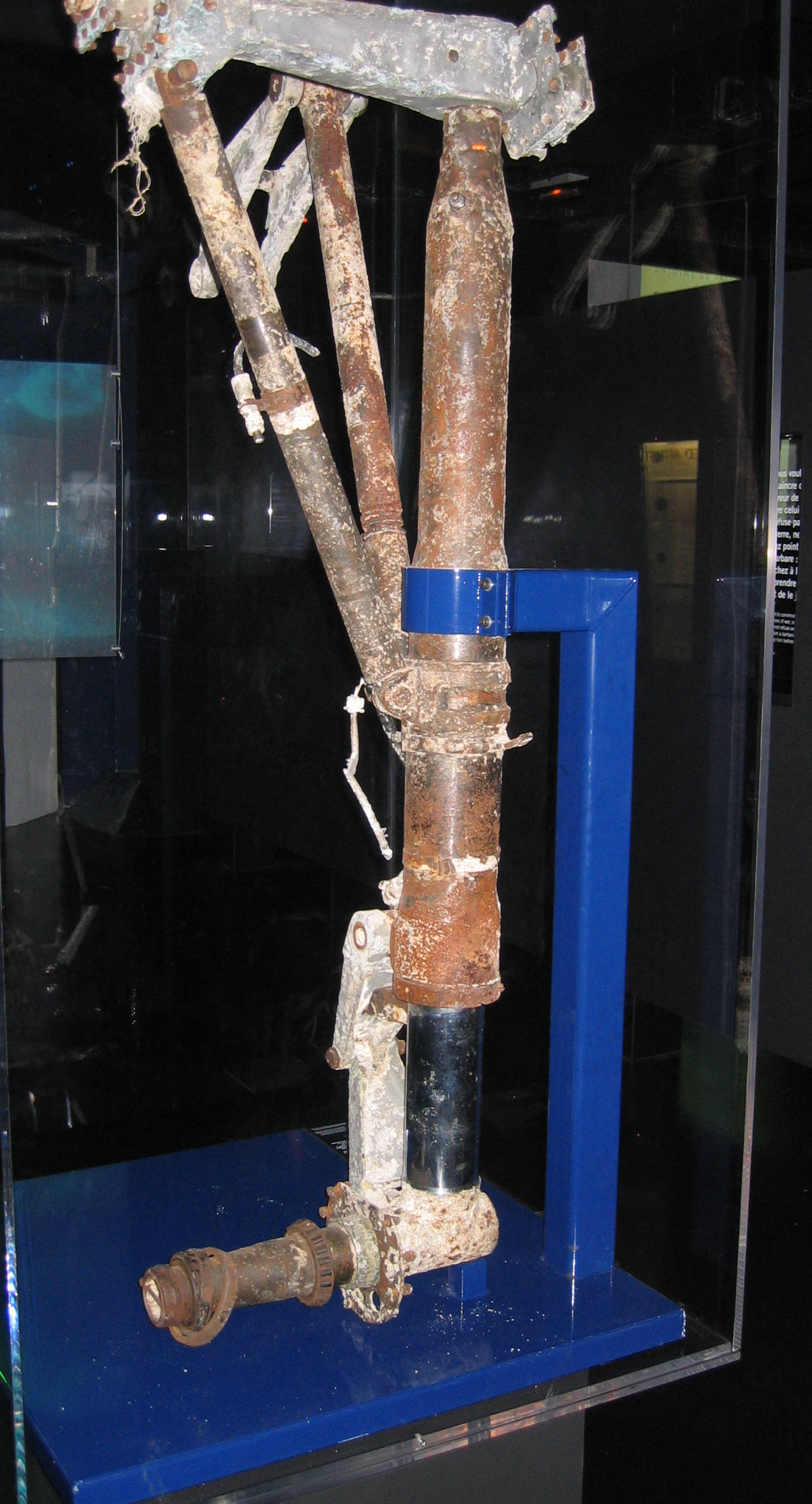
Resti del P-38 Lightning

Ripresa nello stesso anno l'attività aviatoria e tornato in Europa, gli viene affidata una serie di cinque missioni di ricognizione fra la Sardegna e la Corsica. Dall'ultima non farà più ritorno, precipitando in mare, in circostanze non chiarite con assoluta certezza, dopo essere decollato con un F-5 (una versione da ricognizione del Lockheed P-38 Lightning) dalla base militare di Borgo in Corsica in direzione di Lione il 31 luglio 1944.

## Il ritrovamento dell'aereo

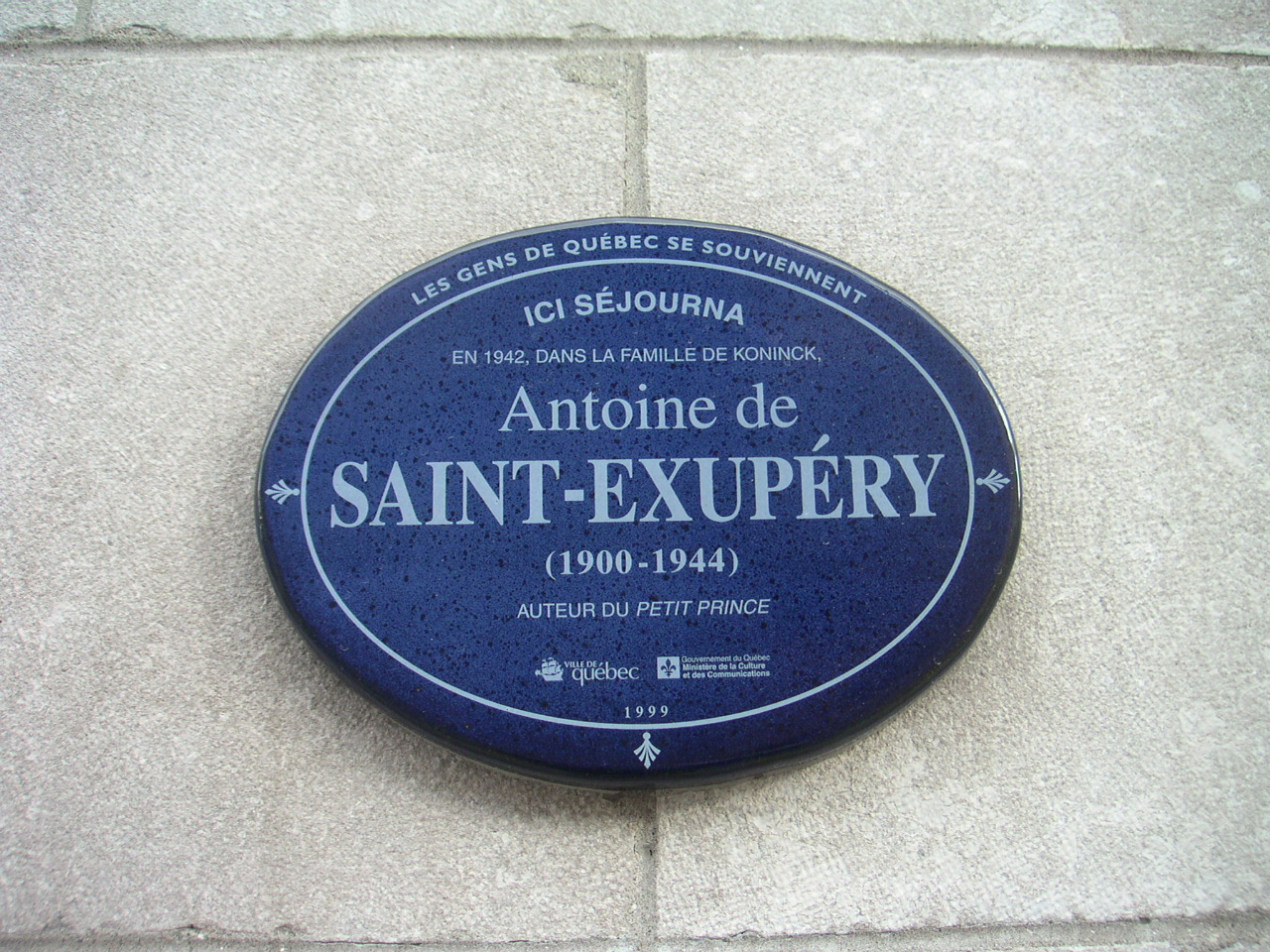
Targa sulla casa di Saint-Exupéry a Ville de Québec in Canada

Il 7 aprile 2004 la stampa francese riportò con grande evidenza la notizia del ritrovamento, al largo dell'Île de Riou (nella zona di mare dove avvenne la tragedia), a sessanta metri di profondità, dei rottami dell'aereo su cui si trovava Saint-Exupéry quando scomparve durante la sua missione ricognitiva.

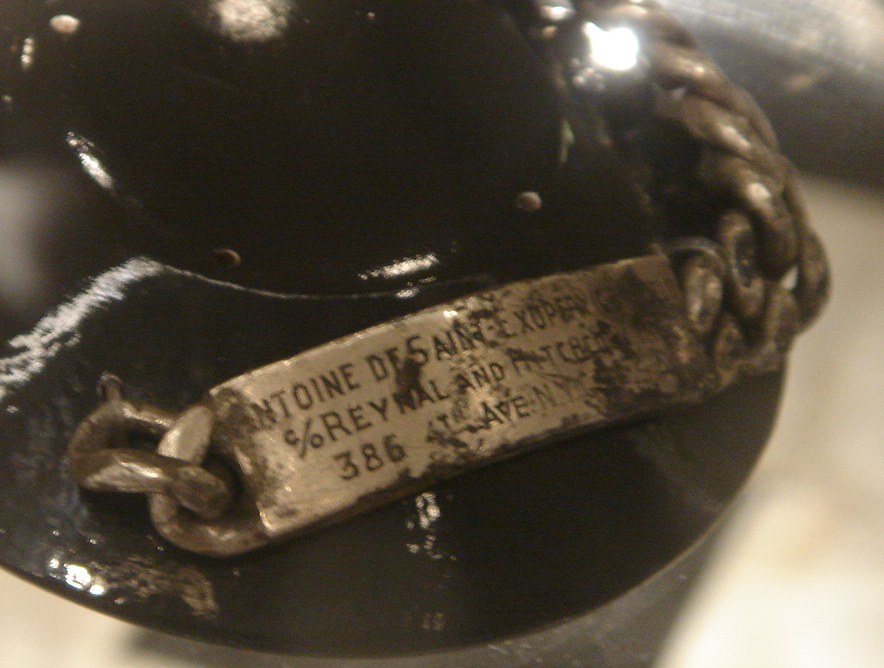
Braccialetto di Saint-Exupéry ritrovato nel 1998 da un pescatore

Già nel 1998 un pescatore di nome Jean-Claude Bianco aveva ritrovato ad est dell'isola di Riou un braccialetto d'argento che portava il nome di Saint-Exupéry, di sua moglie e quello del suo editore americano, agganciato ad un pezzo di metallo presumibilmente del suo aereo. Il ritrovamento del braccialetto a considerevole distanza dal luogo del presunto inabissamento dell'aereo fece inizialmente ritenere ai discendenti del pilota che si trattasse di un falso e alimentò speculazioni sulla vera causa della morte dello scrittore.
Un primo ritrovamento di parte dei rottami si era avuto due anni prima grazie a un sub di Marsiglia. Successive indagini hanno permesso di accertare che si trattava realmente dell'aereo con il quale era decollato lo scrittore, un Lockheed P-38 Lightning di produzione statunitense.
Continuando le ricerche sulla morte di Saint-Exupéry, trovarono nella zona vicino allo schianto dell'aereo un braccialetto con le sue iniziali sopra.
Visto che su quell'aereo erano piazzate delle mitragliatrici anziché una cinepresa e una macchina fotografica per la ricognizione, alcuni hanno ipotizzato che quello non fosse il suo aereo, anche perché non fu mai trovata traccia del corpo dello scrittore. La morte in volo di Saint-Exupéry, fino alle dichiarazioni del pilota tedesco che lo abbatté, non fu mai accertata. Data la fama leggendaria e romantica del personaggio, nacquero diversi miti, come quello secondo cui l'aereo che fu visto precipitare al largo dell'Île sarebbe un altro aereo francese abbattuto dalla contraerea, mentre il P-38 guidato da Antoine de Saint-Exupéry sarebbe scomparso.

### Ipotesi di soluzione del mistero
Il numero 725 della rivista tedesca Der Landser citava una presunta lettera del pilota tedesco Robert Heichele in cui egli affermava di aver abbattuto un P-38 il 31 luglio 1944. La credibilità di questa lettera venne messa in discussione perché in essa si riportava che tale Heichele e il suo gregario volavano su due Focke-Wulf Fw 190 D-9, una variante che non era ancora entrata nel servizio della Luftwaffe. Robert Heichele sarebbe stato abbattuto a sua volta il giorno 16 agosto 1944 e sarebbe morto cinque giorni dopo. Tuttavia, sempre nella stessa lettera, si narra che il presunto velivolo di Saint-Exupéry avrebbe iniziato l'attacco nei confronti degli aerei tedeschi, un'incongruenza grave, dato che il velivolo dello scrittore era da ricognizione e non da caccia.
Nel marzo del 2008, Horst Rippert, un ex-pilota della Luftwaffe che durante la guerra ebbe al suo attivo 28 vittorie in scontri aerei, fratello maggiore del cantante popolare Ivan Rebroff, dichiarò che nella notte del 31 luglio 1944 stava sorvolando il Mediterraneo a bordo di un Messerschmitt Bf 109 quando vide più in basso un F-5 e decise di abbatterlo, senza ovviamente sapere chi fosse il pilota francese al quale stava sparando.
«Quando ho saputo di chi si trattava — ha detto — ho a lungo sperato che non si trattasse di lui». Saint-Exupéry era infatti all'epoca già conosciuto anche in Germania, non tanto per Il piccolo principe (scritto nel 1943), quanto per le precedenti pubblicazioni legate al mondo dell'aviazione. Per questo motivo Rippert avrebbe tenuto nascosta per quasi sessantaquattro anni la storia di quella notte, finché non arrivarono a lui il sommozzatore Luc Vanrell, il ricercatore di aerei caduti Lino von Gartzen e il giornalista Jacques Pradell, autori di un'approfondita indagine sulla scomparsa dello scrittore francese.
Alcuni studiosi hanno dubitato di queste dichiarazioni: in particolare, Horst Rippert sostiene di aver trasmesso via radio il resoconto delle sue responsabilità personali sull'abbattimento, ma non ci sono prove a sostegno di tali affermazioni, considerando che molta documentazione bellica è andata perduta o distrutta.

## Altri scritti e pubblicazioni
Dopo la sua morte, nel 1948 esce Cittadella, raccolta di note e pensieri. Nel 1982 viene invece pubblicata un'altra raccolta di appunti, intitolata Ecrits de guerre.
Nel novembre 2007, durante un'asta pubblica, compaiono alcune sue lettere inedite che vengono acquistate da un collezionista che le dona al Museo delle lettere e dei manoscritti di Parigi.
L'editore Gallimard le pubblica nel 2008 con il titolo Lettres à l'inconnue. Nel 1943 ad Algeri, per caso, conosce la "petite fille" che sarebbe "l'inconnue". Ne nasce un amore romantico, lui è per lei "il piccolo principe". Nelle Lettres lo scrittore disegna per il suo eroe una "piccola principessa" [...] che "è ben più gentile di voi" scrive all'"inconnue".

## Omaggi
- Il fumettista Hugo Pratt ha dedicato una storia, Saint-Exupéry. L'ultimo volo, alla vicenda della morte dello scrittore; il fumetto, in pieno stile prattiano, ripercorre gli ultimi istanti della vita del protagonista intrecciando al fatto i ricordi della sua vita vissuta.
- Una delle frasi de Il piccolo principe "Si vede bene solo con il cuore. L'essenziale è invisibile agli occhi" è utilizzata come citazione da Daniel Goleman nel suo libro Intelligenza emotiva come apertura del primo capitolo. La frase è citata anche in Guarire, dello psichiatra David Servan-Schreiber.
- Nel 1987 Francesco De Gregori pubblica un brano intitolato Pilota di guerra dedicato ad Antoine de Saint-Exupéry all'interno dell'album Terra di nessuno.
- Nel 1995 il regista Jean-Jacques Annaud gli dedica il film biografico Wings of Courage, cortometraggio di 45', che è anche il primo film 3-D non documentaristico presentato con il sistema IMAX 3D.
- Nel 1996 viene realizzato il film biografico Saint-Ex, diretto da Anand Tucker, con Bruno Ganz nella parte dello scrittore.
- Nel 2000 i 99 Posse pubblicano un brano intitolato Sfumature, all'interno dell'album La vida que vendrà, che cita Il piccolo principe in un suo verso: "L'essenziale è invisibile agli occhi, il cuore invece no, non può ingannarti".
- Nel 2015 viene realizzato il film d'animazione Il piccolo principe, diretto da Mark Osborne.
- Nel 2017 viene pubblicato il libro "Le renard et l'aviateur" (La volpe e l'aviatore) scritto da Luca Tortolini e illustrato da Anna Forlati (éditions Notari, Ginevra) ispirato alla vita di Saint-Exupery: l'incontro e l'amicizia tra Antoine e la volpe.
- Nel 2017 la nota marca di penne di lusso Montblanc dedica allo scrittore una penna stilografica ad edizione limitata in oro 18 carati
- "Il Piccolo Principe" è citato nel romanzo di Yoru Sumino del 2014 "Kimi no suizou wo tabetai" (Vorrei mangiare il tuo pancreas), del quale sono stati in seguito tratti un Manga del 2016, un Film/Dorama del 2017 ed un Anime movie nel 2019. Il libro di Saint-Exupéry, nell'opera, è un oggetto che diviene il legame tra i due giovani protagonisti della storia
- Nel 2019, ad Alghero in Sardegna, l'Area Marina Protetta Capo Caccia - Isola Piana inaugura il MASE _ Museo Antoine De Saint-Exupéry: il primo museo in Italia dedicato alla biografia dello scrittore-aviatore. Saint-Exupéry trascorse a Porto Conte, nel comune di Alghero gli ultimi mesi della sua vita[25]: il 10 maggio del 1944 arrivò in città con l’amico John Phillips, pioniere del fotogiornalismo[26]. Qui, il fotoreporter iniziò a preparare un servizio per la rivista “Life” seguendo l’amico aviatore e raccontando le sue ultime missioni[27]. Il MASE ripercorre le tappe salienti della biografia dello scrittore, in quei luoghi che lo accolsero nel 1944: la Torre Nuova di Porto Conte ad Alghero, torre aragonese edificata nel 1572.

## Opere
(Antoine de Saint-Exupéry, Il piccolo principe, capitolo XXI)
- Lettres de jeunesse à l'amie inconnue [1923-31] (1953), tr. Maria Cristina Marinelli, Lettere di giovinezza all'amica inventata, Passigli, Firenze, 1990
- L'Aviateur (1926), tr. Francesco Saba Sardi, L'aviatore, in Opere I, a cura di Michel Autramd e Michel Quesnel, Bompiani, Milano, 1994, pp. 27–37
- Textes de jeunesse, tr. Francesco Saba Sardi, Testi giovanili, in Opere I, cit., pp. 1–23
- Courrier Sud (1929), tr. Cesare Giardini, Corriere del sud in Volo di notte - Corriere del sud, Mondadori, Milano, 1932
- Vol de nuit (1931), tr. Cesare Giardini, Volo di notte in Volo di notte - Corriere del sud, cit.; Volo di notte, a cura di Maurizio Ferrara, Passigli, Firenze, 2015
- Préfaces (1938), tr. Francesco Saba Sardi, Prefazioni, in Opere I, cit., pp. 513–530
- Terre des hommes (1939), tr. Michele Saponaro, Terra degli uomini, Garzanti, Milano, 1942; tr. Renato Prinzhofer, introduzione di Renato Barilli, Mursia, Milano, 1988; tr. Maurizio Ferrara, Passigli, Firenze, 2015
- Le pilote et les puissances naturelles (1940), tr. Francesco Saba Sardi, Il pilota e le potenze naturali, in Opere I, cit., pp. 353–366
- Pilote de guerre (1942), tr. Maria Chiappelli, Pilota di guerra in Pilota di guerra - Lettera a un ostaggio - Taccuini, Bompiani, Milano, 1959; Pilota di guerra, tr. Maurizio Ferrara, Passigli, Firenze, 2020.
- Le Petit Prince, New York, Reynal & Hitchcock, 1943 (trad. it. di Nina Bompani Bregoli: Il piccolo principe, Milano, Bompiani, 1949)
- Lettre à un otage (1944), tr. Maria Chiappelli, Lettera a un ostaggio in Pilota di guerra - Lettera a un ostaggio - Taccuini, cit.
- Citadelle (1948), tr. Enzo L. Gaya, Cittadella [edizione ridotta], Borla, Roma, 1978; edizione integrale AGA Editrice, 2017
- Carnets [1935-40] (1953 e 1975), tr. Fabrizio Ascari, Taccuini, in Opere I, cit., pp. 531–772
- Lettres à sa mère [1910-44] (1955), tr. Giuliano Vigini, Lettere alla madre, Paoline, Cinisello Balsamo (Mi), 1989; tr. Marco D'Aliberti, Lettere a mia madre, Santi Quaranta, Treviso, 2015
- Articles (1956), tr. Francesco Saba Sardi, Articoli, in Opere I, cit., pp. 369–442
- Pages choisies, a cura di Claude Reynal, tr. Ezio L. Gaya, Un senso alla vita, Borla, Roma, 1985
- Écrits de guerre [1939-44], a cura di Raymond Aron, Gallimard, Paris, 1982
- Reportages (1982), tr. Francesco Saba Sardi, Reportage, in Opere I, cit., pp. 443–512; Scali in Patagonia e altri scritti, a cura di Maurizio Ferrara, Passigli, Firenze, 2015
- Correspondance, tr. Francesco Saba Sardi, Corrispondenza, in Opere I, pp. 773–1025; tr. Marco D'Aliberti, Lettere intime e lettere agli amici, Santi Quaranta, Treviso, 2017
- Dessins: aquarelles, pastels, plumes et crayons, a cura di Delphine Lacroix e Alban Cersier, tr. Marina Rotondo e Fabrizio Ascari, Disegni, prefazione di Hayao Miyazaki, Bompiani, Milano, 2007
- Manon, danseuse [1925], a cura di Alban Cerisier e Delphine Lacroix [2007], tr. Anna D'Elia, Manon, ballerina, Bompiani, Milano, 2008
- Lettre à un otage - Lettera a un ostaggio - Letter to a Hostage, Damocle Edizioni, Venezia, 2023.